# Библиотека Марчијана
Библиотека Марчијана или библиотека Светог Марка је јавна библиотека у Венецији у Италији. Једна је од најранијих сачуваних јавних библиотека и спремишта за рукописе у Италији и у њој се налази једна од најзначајнијих колекција класичних текстова на свету. Име је добила по Светом Марку, заштитнику града.
Библиотека је основана 1468. године када је хуманистички учењак и кардинал Василије Висарион, епископ и титуларни латински патријарх Константинопоља, поклонио своју збирку грчких и латинских рукописа Венецијанској Републици, уз одредбу да се оснује библиотека јавних услуга. Збирка је резултат заједничког његовог напора да лоцира ретке рукописе широм Грчке и Италије, а затим их прибави или копира као средство за очување списа класичних грчких аутора и литературе Византије након пада Цариграда 1453. Његов избор Венеције је првенствено била заслуга велике градске заједнице грчких избеглица и његових историјских веза са Византијским царством. Међутим, млетачка влада је споро испоштовала своју обавезу да на одговарајући начин рукописе похрани деценијама расправа и неодлучности, услед низа војних сукоба у касном петнаестом и раном шеснаестом веку и последичне климе политичке неизвесности. Библиотека је коначно изграђена током периода опоравка као део широког програма урбане обнове чији је циљ био да се република прослави кроз архитектуру и потврди њен међународни престиж као центар мудрости и учења.
Оригинална зграда библиотеке налази се на Тргу Светог Марка, бившем владином центру Венеције, са дугачком фасадом окренутом према Дуждевој палати. Изграђена између 1537. и 1588. године, сматра се ремек-делом архитекте Јакопа Сансовина и кључним делом у венецијанској ренесансној архитектури. Ренесансни архитекта Андреа Паладио описао га је као „можда најбогатију и најкићенију грађевину која је постојала од античких времена до данас“ . Историчар уметности Јакоб Буркхарт сматрао ју је „највеличанственијом секуларном италијанском зградом“ а Фредерик Харт назвао ју је „једном од најзадовољавајућих грађевина у италијанској историји архитектуре“. Такође значајна по својој уметности, библиотека чува многа дела великих сликара Венеције шеснаестог века, чинећи је свеобухватним спомеником венецијанском маниризму.
Данас се историјска зграда обично назива „Libreria sansoviniana“ и углавном је музеј. Од 1904. године, библиотечке канцеларије, читаонице и већи део колекције смештени су у суседној бившој ковници млетачке републике. Библиотека је сада формално позната као Библиотеца назионале Марчијана. То је једина званична институција коју је основала венецијанска влада која опстаје и наставља да функционише.

## Историја
Катедралне библиотеке и манастирске библиотеке биле су главни центри проучавања и учења широм Италије у средњем веку. Али почев од петнаестог века, хуманистички нагласак на познавању класичног света као суштинског значаја за формирање ренесансног човека довео је до ширења дворских библиотека под покровитељством кнежевских владара, од којих је неколико пружало одређени степен јавног приступа. У Венецији је рани покушај да се успостави јавна библиотека угледајући се на велике античке библиотеке био неуспешан, јер је Петраркина лична колекција рукописа, поклоњена републици 1362. године, била расута у време његове смрти.
Године 1468. византијски хуманиста и научник кардинал Василије Висарион поклонио је Републику Венецију своју колекцију од 482 грчка и 264 латинска кодекса, предвиђајући да се успостави јавна библиотека која ће обезбедити њихово чување за будуће генерације и доступност научницима. Формално писмо о донацији, датирано 13. маја 1468. године, упућено дужду Кристифоро Мору (у канцеларији 1462–1471) и Сенату, приповеда да након пада Цариграда 1453. и његовог разарања од стране Турака, Висарион је поставио задатак да набави ретка и важна дела древне Грчке и Византије и дода их у своју постојећу колекцију како би спречио даље ширење и потпуни губитак грчке културе. Кардиналова изјава да је посебно понудио рукописе Венецији била је да их треба правилно чувати у граду у који је избегло много грчких избеглица и који је он сам дошао да сматра „другом Византијом“.
Висарион је први контакт са Венецијом имао 1438. године када је, као новопостављени митрополит никејски, са византијском делегацијом стигао у савет Фераре-Фиренце, чији је циљ био да зацели раскол између католичке и православне цркве и уједини хришћански свет против Османских Турака. Његова путовања као изасланика у Немачку за папу Пија Другог довела су га накратко поново у град 1460. и 1461. године. Дана 20. децембра 1461. године, током другог боравка, примљен је у млетачку аристократију са седиштем у Велики савет.
Године 1463. Висарион се вратио у Венецију као папски легат, са задатком да преговара о учешћу републике у крсташком рату за ослобађање Цариграда од Турака. За време овог продуженог боравка (1463–1464), кардинал је боравио и студирао у бенедиктинском манастиру Сан Ђорђо Мађоре и манастиру је првобитно одредио своје грчке кодексе који су требали да буду предати након његове смрти. Али под утицајем хуманиста Паола Моросинија и његовог рођака Пјетра, венецијанског амбасадора у Риму, Висарион је поништио правни акт даровања 1467. године уз папину сагласност, наводећи потешкоће које би читаоци имали да дођу до манастира, смештеног на одвојеном острву. Следеће године, Висарион је најавио уместо тога да целу своју личну библиотеку, како грчки, тако и латински кодекс, завешта Републици Венеција са тренутним дејством.
Дана 28. јуна 1468. године, Пјетро Моросини је у име републике легално поседовао Висарионову библиотеку у Риму. Завештање је обухватило 466 кодекса који су следеће године у сандуцима пребачени у Венецију. Овој почетној испоруци додато је још кодекса и инкунабула након Висарионове смрти 1472. године. Ова друга пошиљка, коју је 1474. године уредио Федерико да Монтефелтро, отпутовао из Урбина, где је Висарион оставио остатак своје библиотеке на чување. Обухватао је књиге које је кардинал резервисао за себе или их је набавио после 1468. године.
Упркос захвалном прихватању донације од стране млетачке владе и опредељењу за успостављање библиотеке јавних комуналних услуга, кодекси су остали стављени унутар Дуждеве палате, поверени на чување државном историчару под управом прокуратора Светог Марка. Мало је учињено на олакшавању приступа, посебно током година сукоба против Османлија (1463–1479) када су време и ресурси били усмерени ка ратним напорима. Године 1485. потреба за обезбеђивањем већег простора за владине активности довела је до одлуке да се сандуци стисну у мање подручје палате где су биле наслагане једна изнад друге. Приступ је постао тежи, а консултације на лицу места непрактичне. Иако су се књиге периодично позајмљивали, првенствено ученим припадницима млетачког племства и академицима. Неколико књига и ковчега је накнадно откривено у приватним библиотекама или чак на продају у локалним књижарама. У изузетним околностима, преписивачима је било дозвољено да дуплирају рукописе за приватне библиотеке утицајних покровитеља: између осталих Лоренцо де Медичи је наручио копије седам грчких рукописа. У овом периоду репродукција рукописа ретко је била дозвољена за штампаче којима су биле потребне радне примерке на којима ће писати белешке и вршити исправке кад год се штампају критична издања, јер се веровало да ће вредност рукописа у великој мери опадати када едитио принцепс. Пре свега, Алдус Манутиус је могао само ограничено да користи кодексе за своју издавачку кућу.

## Зграда
Изградња библиотеке била је саставни део обнове града, опсежног архитектонског програма започетог код дужда Андреа Гритија (службовао 1523–1538). Програм је имао за циљ да повећа самопоуздање Венеције и потврди међународни престиж републике након ранијег пораза код Агнадела током рата у Камбрији и последичног Болоњског мира, који је санкционисао хабзбуршку хегемонију на италијанском полуострву на крају рата. Намера је била да евоцира сећање на стару римску републику и, после пада Рима 1527. године, Венецију представи као истинског наследника Рима. Ово би визуелно поткрепило венецијанске тврдње да је, упркос релативном губитку политичког утицаја, њеној дуготрајности и стабилности осигурала уставна структура, која се састојала од мешовите владе по узору на класичне републике.
Монументалних размера, архитектонски програм био је један од најамбициознијих пројеката урбане обнове у Италији шеснаестог века. Поред ковнице новца (започете 1536) и лође звоника Светог Марка (започете 1538), то је подразумевало замену дотрајалих зграда из тринаестог века које су се низале на јужној страни трга и простору испред Дуждеве палате. Због тога су прокуратори Светог Марка де супра 14. јула 1536. унајмили Јакопа Сансовина,(консултанта архитекту и управника зграда. Сансовино је поседовао директно знање и разумевање древних римских прототипова неопходних за спровођење архитектонског програма.
Комисија је тражила модел троспратне зграде, али је пројекат радикално трансформисан. Дана 6. марта 1537. године одлучено је да се изградња нове зграде, сада са само два спрата, ограничи на део непосредно испред палате и да горњи спрат буде резервисан за канцеларије прокуратора и библиотека. Ово не само да би задовољило услове донације, већ би републику прославило као центар мудрости, учења и културе. Значајно је што је ранија уредба из 1515. године, наводећи као пример библиотеке у Риму и Атини, изричито навела да ће савршена библиотека са лепим књигама служити као украс за град и као светло за целу Италију.

### 1537 – 1560
Изградња се одвијала полако. Одабрано место за библиотеку, иако је у власништву владе, заузимало је пет хостела (Пелегрино, Риза, Кавалето, Луна, Лион) и неколико тезги са храном, од којих су многе имале дугогодишња уговорна права. Стога је било потребно наћи међусобно договорену алтернативну локацију, а најмање три хостела морали су остати на подручју Трга Светог Марка. Поред тога, хостели и продавнице пружали су сталан проток прихода од закупа прокуристима Светог Марка де супра, магистрата одговорног за јавне зграде око Трга Светог Марка. Дакле, постојала је потреба да се ограничи прекид прихода поступним премештањем активности како је зграда напредовала, а нови простор је био потребан за наставак.
Пекаре и део хостела Пелегрино уз звоник срушени су почетком 1537. Али уместо да поново искористи постојеће темеље, Сансовино је саградио одвојену библиотеку како би звоник учинио самостојећом конструкцијом и трансформисао Трг Светог Марка у трапез. Овим се желело дати већи визуелни значај цркви Светог Марка смештеној на источној страни.
Рад је обустављен након Османско-венецијанског рата (1537–1540) због недостатка финансијских средстава, али је настављен 1543. Следеће, 1544. године, срушен је остатак конака Пелегрино, а затим Риза. Дана 18. децембра 1545. године срушио се тешки зидани свод. У следећем испитивању, Сансовино је тврдио да су радници пре времена уклонили привремене дрвене носаче пре него што се бетон стврднуо и да је галија у сливу Светог Марка, пуцајући из топа као поздрав, уздрмала зграду. Ипак, архитекта је морао да лично надокнади штету због чега му је требало 20 година. Његова накнада је суспендована до 1547. Као последица неуспеха, дизајн је модификован као лакша дрвена конструкција за ношење крова.
Следећих година, прокуратори су повећавали финансирање позајмљивањем из повереничких фондова, повратом неплаћених кирија, продајом непрофитабилних удела и коришћењем прихода од камата од државних обвезница. Послови су се брзо одвијали након тога. Преноћиште Кавалето пресељено је 1550. Уследило је рушење Луне. До 1552. године завршено је најмање седам ходника у складу са читаоницом.  На спомен-плочи у суседном предворју, која одговара следећа три залива, налази се датум млетачке 1133. године (тј. 1554. године). показатељ да се крај градње већ сматрао неизбежним. До тада је изграђено четрнаест ходника. Међутим, због потешкоћа у проналажењу одговарајућег алтернативног места, тек 1556. године пресељена је последња од хостелских кућа, Лион, омогућавајући згради да стигне до шеснаесте просторије у складу са бочним уласком ковнице новца. Иза је остала месара. Ово је за прокураторе представљало значајан извор прихода од закупа, а градња је заустављена. Радови на унутрашњим украсима наставили су се око 1560. Иако је пет година касније одлучено да се пресели месара и настави градња, нису предузете даље мере, а 1570. Сансовино је умро.

### 1582–1588
Месаре су срушене 1581. године. Следеће године Винћенцо Скамози је изабран да надгледа изградњу последњих пет просторија, настављајући Сансовинов дизајн фасаде. Ово је зграду спустило на насип трга Светог Марка и поравнало са главном фасадом ковнице новца. Он  је додао крунске статуе и обелиске. Будући да оригинални Сансовинови планови не опстају, није познато да ли је архитекта намеравао да библиотека има 21 просторију. Скамозијев негативни коментар на спој библиотеке са ковницом новца навео је неке историчаре архитектуре да тврде да резултат није могао намерно да дизајнира Сансовинијев план. Међутим, архивска истраживања и техничке и естетске процене нису биле коначне.
Током Скамозијеве управе, расправа о висини зграде је поново отворена. Када је Сансовино први пут почео да ради 14. јула 1536. године, пројекат је изричито тражио троспратну конструкцију сличну недавно обновљеној згради прокурата на северној страни Трга Светог Марка. Али до 6. марта 1537. године, када је донета одлука да се библиотека лоцира у оквиру нове зграде, план је напуштен у корист једног спрата изнад нивоа земље. Скамози је, ипак, препоручио додавање пода библиотеци. Позвани су инжењери да процене постојећи темељ како би утврдили да ли може да носи додатну тежину. Закључци су били двосмислени и на крају је одлучено 1588. године да библиотека остане на само два спрата.

## Архитектура
Горњи спрат карактерише низ венецијанских прозора, тзв. серлијанских прозора јер је архитектонски елемент илустровао и описао Себастијано Серлио у својој књизи, седмотомној расправи за ренесансне архитекте и научне покровитеље. Касније популаризован од архитекте Андрее Паладија, елемент је познат и као Паладијев прозор. Инспирисан је древним славолуцима попут Константиновог свода, а састоји се од високо засведеног отвора уз бок два краћа бочна светла на врху надвођа и подупртим стубовима. Из својих дана у Фиренци, Сансовино је вероватно био упознат са Серлијановим радом. У Марчијани, Сансовино је усвојио уговореног Серлијана из прототипа Орсанмичеле, који има уске бочне фарове, али су они од високог отвора одвојени двоструким стубовима, постављеним један иза другог. Ово решење уских бочних светала осигурало је већу чврстоћу структурних зидова, што је било неопходно за уравнотежење потиска свода цеви који је првобитно био планиран за горњи спрат.
Преко низа серлијанских прозора слојевит је низ великих јонских стубова. Капители са мотивом јајета и стрелице у ехинусу и пламеним палметама и маскама у можда су директно инспирисани храмом Сатурна у Риму, а можда и вилом Медичија. За основе, у знак своје архитектонске ерудиције, Сансовино је усвојио базу онако како су је директно приметили и забележили Антонио да Сангало млађи и Балдасаре Перузи у древним рушевинама у Фраскатију. Идеја за украшени фриз изнад стубаца са фестонима наизменично са отворима прозора Сансовино је већ користио за двориште Палазо Гади у Риму (1519–1527). Али уметање прозора у фриз био је још раније пионир Брамантеа у у Риму. У библиотеци се чини да се специфични образац фестона са путима заснива на фрагменту саркофага из раног другог века који припада колекцији старина кардинала Доменика Гриманија.
Приземље је рађено по узору на Позориште Марселус и Колосеум у Риму. Састоји се од низа дорских стубова који подупиру ентаблатуру и наслојен је низом лукова ослоњених на стубове. Браманте је за палату Гијустициј, предложио комбинацију стубова слојевитих преко аркаде, а запослио га је Антонио да Сангало млађи за двориште палату Фарнесе (започео 1517). Усвајајући решење за библиотеку Марчијана, Сансовино се верно придржавао препоруке Леона Батисте Албертија да у већим објектима, наслеђено из грчке архитектуре, треба да подржава само ентаблатуру, док лук, наслеђен из римске зидне градње, треба да буде подржан на квадратним стубовима тако да се резултујућа аркада чини остатком „зида отвореног и обустављеног на неколико места“.
Према речима архитекиног сина Франческа, о Сансовиновом дизајну угла дорског фриза се много расправљало и дивило му се због верног придржавања принципа античке римске архитектуре како их је изложио Витрувије у Де архитектури. Ови принципи су захтевали да се триглиф усредсреди на последњу колону, а затим да следи пола метопе, али простора није било довољно. Без сачуваних класичних примера који би их водили, Браманте, Антонио да Сангало Млађи, Рафаел и други велики ренесансни архитекти борили су се са дилемом, спроводећи разне идеје, од којих ниједна није задовољила витрувијску изреку. Сансовинова решење је било продужити крај фриза постављањем завршног пиластра на шири мол, стварајући тако простор неопходан за савршену половину метопе. Сансовино наводи да је његов отац додатно сензационализовао дизајн изазивањем водећих архитеката у Италији да реше проблем, а затим тријумфално откривајући сопствено решење.
Уместо као дводимензионални зид, фасада је замишљена као склоп тродимензионалних структурних елемената, укључујући стубове, аркаде, стубове и ентаблатуре наслоњене једни на друге како би се створио осећај дубине. Резултирајући ефекат богатства естетиком повећава се обимним резбаријама на површини. То су дела Сансовинових сарадника, међу којима су Данезе Катанео, Пјетро да Сало, Бартоломео Аманати и Алесандро Виторија. Мушке фигуре у високом рељефу налазе се у спандрелима у приземљу. Са изузетком лука који одговара уласку у библиотеку у којој је Нептун држао трозубац и Аеолус са једром испуњеним ветром, ове фигуре представљају алегорије неспецифичних река, које карактеришу рогови изобиља и урне са изливањем воде. Увећани камени кључеви лукова у приземљу смењују се између глава лавова и глава незнабожачких божанстава. У ниском рељефу, испод пазуха постоје или митолошке сцене, углавном повезане са божанством у кључном камену, или гротеске. Спандере на горњем спрату имају алегоричне женске фигуре са крилима. Они су у средњем рељефу, стварајући тако илузију да су даље од гледаоца. Усправне структурне осе, које се састоје од низа стубова и постоља, постају све лакше. Све ово служи за наглашавање вертикалности и противтежу дугој, хоризонталној сукцесији аркада.
Горњу балустраду надвијају статуе паганских божанстава и овековечени хероји Антике. Изградио га је Скамози између 1588. и 1591. године према Сансовиновом дизајну, на ово решење кровне линије можда су утицали Микеланђелови пројекти за брдо Капитолин у Риму и можда је касније инспирисао Скамозијев сопствени рад у Театру Олимпико у Вићенци. Међу вајарима су били Агостино и Вигилио Рубини, Камило Маријани, Тицијано Аспети и Ђироламо Кампања. Временом је, међутим, неколико оригиналних статуа еродирано или на било који други начин оштећено и на крају замењено статуама које нису увек у складу са оригиналним предметима.
Свеукупно, ефекат библиотеке је да је читава фасада опточена археолошким артефактима. Кипова и резбарија има на претек, а нема великих површина равничарског зида. Поред обиља класичних украсних елемената - обелиска, главица од камена кључа, фигура спандера и рељефа - дорски и јонски ред, сваки са одговарајућим фризом, венцем и базом, прате древне римске прототипове, дајући згради осећај аутентичности. Пропорције, међутим, не поштују увек витрувијске каноне. Скамози, крути класициста, критиковао је лукове у приземљу, за које се сматрало да су патуљасти и непропорционални, и превелику висину јонске ентаблатуре у односу на стубове. Ипак, класичне референце биле су довољне да задовоље жељу Венецијанаца да се угледају на велике цивилизације Антике и да свој град представе као наследника Римске Републике. Истовремено, дизајн поштује многе локалне грађевинске традиције и усклађује се са готичком Дуждевом палатом кроз заједничку употребу истарског кречњака, двоспратних аркада, ограда и сложених кровних линија.
са описима Франческа Сансовина и других
| 1 – Ђовани де Мио (S) Природа пре Јупитера, тражећи дозволу да изнесе све ствари, и Палас саветује Јупитера о редоследу (P) Природа између Јупитера и Паласа (H) Јупитер,Минерва и Палас (B) Логос | 2 – Ђовани де Мио (S) Теологија пре богова, којима Ганимед даје амброзију и нектар, демонстрирајући шта Теологија чини за веру, наду и доброчинство (I) Теологија (P) Теолошке врлине пре божанства (H) Теологија и теолошке врлине пре Јупитера (B) Једини         | 3 – Ђовани де Мио (S) Природна филозофија, усред света, са елементима, биљем, животињама и људима около (P) Природа и годишња доба (H) Природа и годишња доба (B) Природа и годишња доба |
| 4 – Ђузепе Салвијати (S) Врлина, окрећући Фортуне, окреће се Науци, Правди, Утврђености, Умерености и другим пратиоцима (I) Врлина, окрећући Фортуне, окреће се Науци, Правди, Утврђености, Умерености и другим пратиоцима (P) Палас између врлина и Судбине (H) Мудрост бира Врлину него ли Судбину (B) Минерва између Судбине и Врлине | 5 – Ђузепе Салвијати (S) Уметност са физиономијом која показује домишљатост, оштрину и окретност, са Меркуром у близини и Плутоном (I) Елоквентност (P) Меркур и Плутон међу уметницима (H) Уметност, Меркур и Плутон (B) Брак Филологије и Меркура                 | 6 – Ђузепе Салвијати (S) Милитија (I) Милитија (P) Палас и Херкул (H) Милитија и мушка Врлина (B) Минерва и Херкул                                                                       |
| 7 – Батиста Франко (S) Агрикултура са Помоном, Цересом и Вертумнусом (I) Агрикултура (P) Вертумнус, Церес и Помона (H) Агрикултура са Помоном, Цересом и Вертумнусом (B) Атис и Сибел са Наном и Сангаритисом | 8 – Батиста Франко (S) Лов где су Дијана и Актаеон, са псима, мрежама и другим стварима неопходним за ту уметност (I) Лов (P) Дијана и Актаеон (H) Избор између Учења и светог задовољства (B) Актаеон и Дијана                                                     | 9 – Батиста Франко (S) Брзина, труд, вежбање и друге ствари (I) Физичка вежба (P) Јасноћа између рада и вежбања (H) Марљивост и вежба (B) Разборито размишљање и узајамна помоћ          |
| 10 – Ћулио Лићинио (S) Бдење, пост, стрпљење и друге ствари за којима трагају следбеници врлина (I) Алегорија Времена (P) Алегорија Бдења и Жртвовања (H) Бдење и Жртва (B) Бдење и Вежба | 11 – Ћулио Лићинио (S) Слава, блаженство и друге екстазе које се стичу напорним радом усмереним на стицање врлине (I) Блаженство и друге екстазе које се стичу напорним радом усмереним на стицање врлине (P) Слава и Блаженство (H) Слава и Блаженство (B) Екстаза | 12 – Бернардо Строци (S) Одушевљење које долази из различитих дисциплина, спретност и добре навике учења и врлине (I) Скулптура (P) Алегорија Скулптуре (B) Вредновање Себе              |
| 13 – Ђамбатиста Зелоти (S) Разни елементи који су неопходни за учење (P) Алегорија Учења која избацује расејаност (H) Избор између Учења и чулне попустљивости (B) Марљивост насупрот Пожуди | 14 – Ђамбатиста Зелоти (S) Одушевљење које долази из различитих дисциплина, Спретност и добре навике Учења и Врлине (I) Вредновање (P) Алегорија Скромности (H) Врлине и Знање? (B) Душа пре устоличења Божанске Мудрости                                           | 15 – Алесандро Варотари (S) Математика и инструменти (P) Атлас (B) Атлас држи свет на раменима                                                                                           |
| 16 – Паоло Веронезе (S) Част, на древни начин са људима около који приносе тамјан и жртвују се (I) Част на са људима около који приносе тамјан и жртвују се (P) Част (H) Част (B) Гениј Венецијанских људи | 17 – Паоло Веронезе (S) Геометрија и Аритметика са својим симболима (I) Геометрија и Аритметика (P) Аритметика и Геометрија (H) Астрономија, Музика и Превара (B) Математичне науке и Интелект                                                                      | 18 – Паоло Веронезе (S) Музика са разним инструментима и бизарним изумима (I) Музика (P) Музика (H) Музика (B) Хармонија и Лепота                                                        |
| 19 – Андрија Медулић (S) Свештенство (I) Свештенство (P) Свештенство (B) Људи | 20 – Андрија Медулић (S) Достојанство Царстава и Краљевстава (I) Достојанство Царстава и Краљевстава (P) Достојанство Царстава и Краљевстава (B) Краљеви филозофи                                                                                                   | 21 – Андрија Медулић (S) Тријумф Заповедника (I) Тријумф Заповедника (P) Тријумф Заповедника (B) Ратници                                                                                 |

Напомена: Ронделе Андрије Медулића приказане су у изворним положајима. Инверзија рондела 19 и 20 догодила се између 1819. и 1839. године, вероватно након грађевинских радова или рестаурације.
Таван читаонице украшен је 21 округлом бојом, кружним уљним сликама, Ђованија де Миа, Ђузепеа Салвијатија, Батисте Франка, Ђулија Лицинија, Бернарда Строзија, Ђамбатисте Зелотија, Алесандра Варотарија, Паола Веронезеа и Андрее Скијавонеа. Уметнути су у позлаћени и офарбани дрвени оквир заједно са 52 гротеске Батисте Франка. Ронделе Бернарда Строзија и Алесандра Варотарија замене су из 1635. године ранијих рундела, односно Ђулија Личинија и Ђамбатисте Зелотија, који су ненадокнадиво оштећени инфилтрацијом воде. Оригиналне уљане слике су постављене 1556. године.
Иако су првобитних седам уметника формално изабрали Сансовино и Тицијан, њихов избор за званичну и престижну комисију, попут библиотеке, указивао је на превласт Гриманија и оних других породица унутар аристократије које су одржавале блиске везе са папски двор и чије су уметничке преференције последично тежиле маниризму како се развијао у Тоскани, Емилији и Риму. Уметници су углавном били млади и иновативни. Они су првенствено били обучени у иностранству и у основи су били изван венецијанске традиције у својим уметничким стиловима, били су под утицајем трендова у Фиренци, Риму, Мантови и Парми, посебно делима Микеланђела, Ђулија Романа и Пармиђанина. У различитом степену, слике које су произвели за плафон читаонице одликују се нагласком на цртању линија, већом скулптуралном крутошћу и вештачким позама фигура и укупним драмским композицијама. Они ипак показују утицај венецијанске сликарске традиције и на бојење и на четке.

## Каснија историја
Иако су прокуристи задржали одговорност за зграду библиотеке, Веће десетине је 1544. године доделило старатељство над збирком реформације образовања у Падови, образовном одбору Сената. Основани 1517. године, реформатори су у почетку имали задатак да поново отворе Универзитет у Падови након његовог затварања током година рата у Камбрију. То је подразумевало санацију физичке штете на зградама, ангажовање нових професора и организовање курсева. Временом је њихова улога обухватила готово све аспекте јавног образовања. Под њима, збирка је први пут каталогизирана (1545). Извршене су припреме за премештање рукописа и књига са горњег спрата Светог Марка у нову зграду: датум ступања на снагу није познат ни из једног сачуваног документа, али се то морало догодити између 1559. и 1565. године, вероватно пре јула месеца 1560. За позајмљивање књига, Веће је успоставило строже услове који су подразумевали захтев за депозит од злата или сребра у износу од 25 дуката. Сума, која је већ била значајна, повећана је на 50 дуката 1558. године.
Почев од 1558. године, реформатори су номиновали библиотекара, патриција који је радио целог живота. Али 1626. године, Сенат је поново преузео директну одговорност за номиновање библиотекара, чији је мандат Велики савет 1775. ограничио на три године. Уз неколико изузетака, библиотекари су обично бирани између прокуратора Светог Марка.
Реформом из 1626. године постављена су места чувара и помоћника, обојица подређена библиотекару, са захтевом да течно говоре латински и грчки језик. Службеници су били одговорни за општу уредност библиотеке, а изабрали су их прокуратори, реформатори и библиотекар. Нису дате никакве назнаке у вези са именовањем чувара, доживотним именовањем, све до 1633. године, када је било прописано да ће избори бити у надлежности реформатора у договору са библиотекаром. На чувара је пала одговорност за отварање и затварање библиотеке: дани отварања (понедељак, среда и петак ујутру) такође су били утврђени, док је приступ претходно био само по договору. Библиотекар је помагао читаоцима, укључујући међународне научнике које је привукла важност рукописа и књига.
Чувар је додатно имао задатак да библиотеку покаже странцима који су посетили пре свега да би се дивили структури и рукописима, коментаришући величанственост зграде, древног кипа, слика и самих кодекса.  Међу њима су били енглески путописац Томас Коријат, француски археолог Јакоб Спон, француски архитекта Робер де Кот и немачки историчар уметности Јохан Винкелман.
Године 1680. Сенат је прихватио препоруку библиотекара, будућег дужда Силвестра Валијера (библиотекар 1679–1694, дужд 1694–1700), да боље штити рукописе и књиге уклањајући их из њихових ланаца и стављајући их у ормариће. Уместо ранијих клупа, постављена су четири велика стола за консултације. Даље, одлучено је да се позајмљивање ограничи, али библиотека је тада требала бити отворена свакодневно.
Развој библиотечке науке у осамнаестом веку довео је до повећаних напора да се организују и заштите рукописи. Под утицајем важних краљевских библиотека, посебно у Паризу и Бечу, увези свих рукописа су стандардизовани и додат је идентификациони екслибрис како би се подвукао јединство и престиж целокупне колекције и њено власништво од стране Републике. Савремене каталоге саставио је научни старатељ Антонио Марија Занети. Ови каталози, штампани 1740. и 1741. године, углавном су се придржавали библиографских смерница Бернарда де Монтфаукона за библиотеку Анри Шарла де Куалена, бискупа, и идентификовали су ознаку полица сваког рукописа заједно са назнаком старости и порекла, физичког описа и списка текстова које је рукопис садржао.

### Француска и аустријска администрација
Након пада Венецијанске републике под Француску 1797. године, место библиотекара, као и код свих владиних канцеларија, престало је да постоји. Чувар Јакопо Морели постао је подразумевани библиотекар. Назив библиотеке накратко је промењен у Национална библиотека под француском окупацијом (мај 1797 - јануар 1798), али је враћен у Народна библиотека Светог Марка у време првог периода аустријске владавине (1798–1805). Током другог периода француске доминације (1805–1814), постојала је као Краљевска библиотека у Венецији.
Године 1811. године цела колекција је пресељена у бившу салу Великог савета у Дуждевој палати када је библиотека, као зграда, претворена, заједно са суседном зградом протектората, у службену резиденцију Краљевске Италије. Звана као Стара библиотека, зграда је наставила да се користи у том својству и у другом периоду аустријске владавине (1814–1866), док је збирка, која се још увек налазила у Дуждевој палати, постала Краљевска библиотека Светог Марка у Венецији.

### Италијанска администрација
Године 1876, након Трећег италијанског рата за независност и припајања Венеције Краљевини Италији, Марчијанаје проглашена националном библиотеком, именом који препознаје историјски значај библиотеке, али не укључује одређену правну надлежност у италијанском библиотечком систему. Неколико других библиотека дели овај наслов, али само две, библиотеке у Риму и Фиренци, чине националну централну библиотеку са захтевом законског депозита за све публикације штампане у Италији. Марчијанаприма копије књига које штампају локални издавачи.
Колекција је пресељена из Дуждеве палате у Зеку, бившу ковницу новца, 1904. године. Италијанско је национално власништво, а библиотека је државна библиотека која зависи од Дирекције за библиотеке и ауторска права Министарства за културно наслеђе и активности и туризам. Дирекција пружа финансијску подршку и административну помоћ. Централни институт за архивску и књижну патологију посебно даје смернице у вези са очувањем и рестаурацијом пергамента и папира. Библиотека такође учествује у Националној библиотечкој служби Италије која настоји да стандардизује каталогизацију међу јавним, приватним и универзитетским библиотекама путем Централног института за заједнички каталог италијанских библиотека и за библиографске информације. То укључује стварање јединствене базе података за колекције које држе различите институције.
Под Италијом, „Стара библиотека“ прешла је на италијанску круну, која је 1919. уступила власништво држави. Марчијанаје ушла у посед историјских просторија библиотеке 1924. Они су подвргнути опсежној рестаурацији и јавности су поново отворени 1929. године као музеј.

## Колекција
Венецијанска влада је на поседовање вредних рукописа гледала као на извор грађанског поноса и престижа у Републици. У почетку се мало радило на олакшавању јавног приступа библиотеци или на побољшању услуга читаоцима. Пописи су се спроводили спорадично, али није успостављена политика набавке за континуирано увећавање сакупљања. Само два нова рукописа, обе донације, ушла су у библиотеку пре пописа 1575. године. Иако је 1603. године учињен покушај повећања фонда библиотеке законским захтевом да се копија свих књига штампаних на територији Млетачке републике од сада депонује у Марсијани, закон је имао мало почетних ефеката због недостатка извршења. На сличан начин занемарена је и сенатска уредба 1650. године која захтева да прокуристи додељују средства годишње за набавку нових књига.Ипак, низ појединачних завештања започео је 1589. године и временом је знатно проширио колекцију. Захтев за штампарима да полажу примерке нових књига такође се све више примењивао, почев од раног осамнаестог века. Поред тога, од 1724. године надаље, Сенат је додељивао годишња средства за набавку новоштампаних страних књига како би се обезбедило да колекција буде ажурна. Истовремено, библиотека је почела да продаје књиге од маргиналног интереса или мале вредности, првенствено књиге које су обавезно депоновали штампари, а затим приход користи за куповину дела од културног значаја како би одржала квалитет целокупне колекције.

### Висарионова библиотека
Приватна библиотека кардинала Василија Висариона чини историјско језгро Библиотеке. Поред литургијских и теолошких текстова, његова библиотека је у почетку одражавала његова посебна интересовања за древну грчку историју, платонску филозофију и науку, посебно астрономију. Неке од ових текстова донео је Висарион када је стигао у Италију (1438) за савет Фераре-Фиренце; други су отпремљени непознатог каснијег датума из венецијанског града Модоне, у близини Мистре, где је он студирао код Гемистуса Плета. Међу раним рукописима била су дела Кирила Александријског, Еуклида, Птолемеја и Страбона, од којих су неки ретки, ако не и непознати, у западној Европи. Године 1440, Висарион је уживао већа финансијска средства и додао је запажене рукписе, укључујући драгоцене рукописе дела Александра Афродизијског из 10. века и Птоломејевог Алмагеста који је некада припадао библиотеци папе Бонифација Осмог.
Око 1450. године, Висарон је почео да ставља свој црквени грб на своје књиге и додељивати ознаке на полицама, што је показатељ да колекција више није ограничена на личне консултације, већ да намерава да створи трајну библиотеку за научнике. Године 1454, након пада Константинопоља под Турке Османлије (1453) и разарања која су уследила, задужио је Михаила Апостолија и Теофана, атинског епископа, да лоцирају и набаве одређена дела широм Грчке, пре свега у Адријанопољу, Атини, Солуну , Аенос, Галипоље и Цариград, са циљем очувања списа класичних грчких аутора и литературе Византије. Такође је основао скрипторијум на Криту, под управом Апостолија, где су најамни писари копирали текстове који нису могли да се нађу за куповину. Сличан скрипторијум постојао је и у његовој римској резиденцији, где су преписивани други текстови. Многи оригинали су у ове сврхе позајмљени од манастира у месту Фронте Авелана и од неколико базилијских манастира у јужној Италији, од којих је Висарион именован заштитником и апостолским посетиоцем 1446. године.
Висарион је неколико дела набавио од Ђованија Ауриспе, а касније и од свог нећака и наследника Нарда Палмијерија. Ова дела укључују Антологију планудеју која садржи 2400 грчких песама, једину копију коментара на Хомерову одисеју Евстатија Солунског, говоре Демостена, римску историју Касија Дија, Библиотеку Фотија и једину сачувану копију Гозбу софиста Атенеја. „Венетус А“ и „Венетус Б“, најстарији текстови Хомерове Илијаде, са вековима схолије.
Истовремено, Висарион је окупио паралелну колекцију латинских рукписа са релативном превагом дела о патрологији, филозофији (пре свега средњовековној платонској и аристотеловској традицији), историји, математици и књижевности. Неке од њих су купљене током његовог боравка у Болоњи (1450–1455) или копиране из оригинала у Сан Ђованију Евангелисти, укључујући дела Квинтилијана, Лактанција, Августина и Јеронима. Висароина су посебно занимали латински историографи. Међу њима су били Ливије и Тацит. Латински рукписи обухватали су и преводе грчких дела по наруџбини Висариона. Остали латинични рукописи купљени су током његовог боравка у Немачкој (1460–1461), нарочито егзегетска и теолошка дела Николаја од Лире и Вилијама од Оверње.
Пред крај свог живота штампане књиге постале су све доступније, а Василије Висарион је својој библиотеци почео да додаје инкунабуле, пре свега из штампарије Арнолда Панартза и Конрада Свејхејма у Риму. Ове књиге укључују дела Цицерона, Плутарха, Плинија, Квинтилијана и Томе Аквинског, као и латински превод Висарионовог дела у одбрани Платона, Adversus calumniatorem Platonis.
Библиотека Марчијанаданас поседује 548 грчких рукписа, 337 латинских и 27 инкунабула које су некада припадале кардиналу Висариону.  Међу њима су и рукописи са делима средњоплатонских и новоплатонских аутора, од којих су многи најважнији, ако не и једини преживели извор за њихове списе.

### Додаци
Главни додаци укључују:
- 1589. - Мелкјоре Ђујландино из Маријенбурга: завештање лекара и ботаничара рођеног у Пруској, директора ботаничких вртова Универзитета у Падови и професора ботанике и фармакогнозије, састојало се од 2.200 штампаних књига које се баве филозофијом, медицином, математиком, ботаником, теологијом, књижевношћу, поезијом и историјом.[56]
- 1595. - Јакопо Контарини: завештање венецијанског патриција, одложено до истребљења мушке линије Контаринија 1713. године, састојало се од 175 грчких и латинских рукописа и 1.500 штампаних књига и обухватало дела о историји Венеције, Закону, поезија, поморска и војна питања, астрономија, физика, оптика, архитектура и филозофија.[57]
- 1619 - Ђироламо Фабрици д'Акуапенденте: завештај хирурга и професора анатомије на Универзитету у Падови састојао се од 13 томова са анатомским илустрацијама у боји.[58]
- 1624. - Ђацомо Галицио: донација се састојала од 21 грчких рукописа, који се састојао од преко 90 дела, која се првенствено баве егзегетицом, филологијом и филозофијом.
- 1734. - Ђамбатиста Рецанати: завештање венецијанског племенитог песника и писма, члана Фирентинске академије и Краљевског друштва у Лондону, састојало се од 216 грчких, латинских, италијанских, француских, француско-венецијанских и илирских рукописа, међу којима што је било неколико средњовековних осветљених рукописа који су некада припадали Кући Гонзага.[59]
- 1792. - Томас Ђузепе Фарсети: завештање млетачког патриција састојало се од 386 латинских и италијанских рукописа и преко 1600 штампаних књига, пре свега литературе.[60]
- 1794. - Амедео Швејер, назван „Швајер“: куповина колекције антиквитета рођеног у Немачкој обухватила је више од 340 рукописа и обухватила је родослове и млетачке и стране документе, међу којима је и последња опорука Марка Пола.[61]
- 1797 - Јакопо Нани: завештање млетачког колекционара састојало се од 716 грчких, латинских, италијанских, француских, арапских, египатских, персијских, сиријских и турских рукописа који покривају историју, путовања, књижевност, политику, науку, војна питања, архитектуру, филозофију и религију.[62]
- 1814. - Ђироламо Асканио Молин: завештавање венецијанског племића, колекционара и аутора, обухватало је 2209 фино штампаних књига и инкунабула, 3835 штампе, 408 цртежа и 136 мапа.[63]
- 1843. - Ђироламо Контарини: завештавање млетачког племића састојало се од око 4000 штампаних књига и 956 рукописа, укључујући 170 музичких рукописа.[64]
- 1852. - Ђовани Роси: завештање се састојало од 470 рукописа који се првенствено баве венецијанском историјом и колекцијом млетачких опера.[65]

Три стотине и три драгоцена рукописа, заједно са 88 ретких штампаних књига, пренесени су у библиотеку 1789. године из верских библиотека Santi Giovanni e Paolo, Sant'Andrea della Certosa, и S. Pietro Martire di Murano по налогу Већа десет након истрага крађе открила је незадовољавајуће безбедносне услове. Између 1792. и 1795. године,Веће је такође пренело дела Марсијане из своје тајне архиве која се више нису сматрала политички осетљивим. Ту су укључени научни списи првобитно представљени инквизицији због забринутости због верске осетљивости, као и политички документи од историјског интереса.
Након пада Венецијанске Републике под Наполеоном 1797. године, 470 драгоцених рукописа, изабраних из јавних, верских и приватних библиотека широм Венеције, предато је Французима као ратна награда. Од тога је 203 одузето од Библиотеке заједно са две музичке партитуре. Слично томе, током првог периода аустријске окупације (1798–1805) уклоњено је шест ретких инкунабула и 10 важних рукописа. [214] [напомена 45] Међутим, Марциана је прикупила 4.407 томова, укључујући 630 рукописа, током другог периода француске окупације. (1805–1815), бројни самостани и манастири су потиснути, а њихове библиотеке расејане. Године 1811. карта Фра Маура пренета је из потиснутог камалдолског манастира Сан Мишел у Исоли.
Данас се збирка састоји од 13.117 рукописа; 2.887 инкунабула; 24.060 ћинкуећентине; и 1.000.000 (око) књига после шеснаестог века. Све у свему, Марциана остаје специјализована за класике, хуманистичке науке и венецијанску историју.